# ارنست پی. وارل
ارنست پی. وارل (به انگلیسی: Ernest P. Worrell) یک شخصیت خیالی در ژانر کمدی با بازی جیم وارنی می باشد که در مجموعه فیلم های ارنست حضور داشته است.